# Manuel de Brito Filho
Manuel de Brito Filho (nacido el 31 de enero de 1983) es un exfutbolista brasileño que se desempeñaba como delantero.
Jugó para clubes como el Vitória, Al-Ittihad, Flamengo, Palmeiras, Atlético Mineiro, Bahia, América y Matsumoto Yamaga FC.

## Trayectoria

### Clubes
| Club                    | País           | Año         |
| ----------------------- | -------------- | ----------- |
| Vitória                 | Brasil         | 2002 - 2004 |
| Fluminense de Feira     | Brasil         | 2003        |
| CRB                     | Brasil         | 2003        |
| Al-Ittihad              | Arabia Saudita | 2005        |
| Flamengo                | Brasil         | 2005 - 2010 |
| Palmeiras               | Brasil         | 2009        |
| Atlético Mineiro        | Brasil         | 2010        |
| Shandong Luneng Taishan | China          | 2011 - 2013 |
| Palmeiras               | Brasil         | 2012        |
| Bahia                   | Brasil         | 2013        |
| América                 | Brasil         | 2014        |
| Matsumoto Yamaga FC     | Japón          | 2015 - 2017 |